# Василевка (Рязанская область)
Василевка — село в Ряжском районе Рязанской области, входит в состав Дегтянского сельского поселения.

## География
Село расположено в 1,5 км на восток от центра поселения села Дегтяное и в 8 км на восток от райцентра Ряжска.

## История
Василевка (Богоявленское) упоминается в письменных памятниках XVII столетия первоначально под именем пустоши Василенки, затем в качестве слободы и деревни, принадлежавшей к приходу села Дегтяного, а с 1677 года значится уже селом «новым», что отделено от села Дегтяного от церкви пророка Илии. Новоустроенная в селе Василевке церковь Богоявления Господня была обложена данью. Церковной земли при ней первоначально состояло по 10 четвертей в поле, сенных покосов на 30 копен. В приходе к той новой церкви было 30 дворов помещиков и 15 дворов крестьянских. Вместо упоминаемой в XVII столетии Богоявленской церкви и обветшавшей, в 1764 году поставлена была новая в то же храмонаименование, которую, по просьбе Богоявленского иерея Стефана Иванова, дозволено было освятить Благовещенскому протопопу Андрею. Каменная Богоявленская церковь начата постройкою иждивением помещика статского советника Михаила Васильевича Измайлова в 1819 году, а освящена 4 сентября 1821 года. В приходе имеется школа Министерства Народного Просвещения, учреждена в 1905 году вместо прежней земской. При церкви старостой состоит действительный статский советник Константин Александрович Никитин с 1904 года.
В XIX — начале XX века село входило в состав Еголдаевской волости Ряжского уезда Рязанской губернии. В 1906 году в селе было 127 дворов.
С 1929 года село являлось центром Василевского сельсовета Ряжского района Рязанского округа Московской области, с 1937 года — в составе Рязанской области, с 1957 года — в составе Дегтянского сельсовета, с 2005 года — в составе Дегтянского сельского поселения.

## Население
| 1859 | 1897 | 1906 | 2010 |
| ---- | ---- | ---- | ---- |
| 523  | ↗708 | ↘703 | ↘18  |

### Известные жители
- Игнатьев, Пётр Васильевич (1925—1981) — участник Великой Отечественной войны, полный кавалер ордена Славы.

## Достопримечательности
В селе расположена недействующая Богоявленская церковь (1821).